# Le Moyne Dolphins
Le Moyne Dolphins (en español: Delfines de Le Moyne) es la denominación de los equipos deportivos del Le Moyne College, institución académica ubicada en DeWitt, Nueva York. Los Dolphins participan en las competiciones universitarias organizadas por la NCAA, y forman parte de la Northeast Conference desde 2023.

## Programa deportivo
Los Dolphins compiten en 9 deportes masculinos y en 10 femeninos:
| Masculino: - Atletismo - Baloncesto - Béisbol - Campo a través - Fútbol - Golf - Natación - Lacrosse - Tenis | Femenino: - Baloncesto - Atletismo - Golf - Fútbol - Sóftbol - Voleibol - Lacrosse - Campo a través - Softball - Natación |

## Instalaciones deportivas
- Events Center es el complejo deportivo que alberga las instalaciones de atletismo, fútbol y lacrosse. Fue inaugurado en 1961 y renovado en 2016 .[1]
- Ted Grant Court, es el pabellón donde disputan sus encuentros los equipos de baloncesto y voleibol. Fue renovado completamente en 2016 y tiene una capacidad para 1.460 espectadores.[2]
- Dick Rockwell Field es el estadio donde disputan sus partidos el equipo de béisbol.[3]

## Campeonatos nacionales

### Deportes de equipo
| Asociación | División    | Deporte            | Año  | Rival            | Marcador |
| ---------- | ----------- | ------------------ | ---- | ---------------- | -------- |
| NCAA       | Division II | Lacrosse masculino | 2004 | Limestone        | 11–102OT |
| NCAA       | Division II | Lacrosse masculino | 2006 | Dowling          | 12–5     |
| NCAA       | Division II | Lacrosse masculino | 2007 | Mercyhurst       | 6–5      |
| NCAA       | Division II | Lacrosse masculino | 2013 | Mercyhurst       | 11–10    |
| NCAA       | Division II | Lacrosse masculino | 2016 | Limestone        | 8–4      |
| NCAA       | Division II | Lacrosse masculino | 2021 | Lenoir-Rhyne     | 12–6     |
| NCAA       | Division II | Lacrosse femenino  | 2018 | Florida Southern | 16–11    |

### Deportes individuales
| Asociación | División    | Deporte           | Año  | Deportista    | Especialidad         |
| ---------- | ----------- | ----------------- | ---- | ------------- | -------------------- |
| NCAA       | Division II | Natación femenina | 2008 | Alison Lesher | 200 yardas maricposa |

## Apodo y mascota
El delfín es el símbolo y la mascota del Le Moyne College. El uso del símbolo del delfín se popularizó entre los cristianos del siglo II d. C.. Se consideraba popularmente un símbolo de amistad con el hombre y representaba tanto el amor como la ternura. Conocido por su gracia y rapidez, el delfín también simboliza el deseo de conocimiento. La figura de un delfín aparece en el sello del obispo de la antigua sede de Siracusa (sede oficial, centro de autoridad, jurisdicción u oficio de un obispo) en Sicilia, así como en el sello del obispo de la diócesis de Siracusa. El reverendo Walter A. Foery, quinto obispo de la diócesis de Siracusa, priorizó la fundación de un colegio católico. El 14 de abril de 1945, el obispo Foery adquirió la granja Gifford, de 41 hectáreas, y la vendió rápidamente a los jesuitas por 50.000 dólares. La granja Gifford alberga actualmente el colegio.
La mascota de la universidad redibe el nombre de Iggy the Dolphin.